# Rhizothrix minuta
Rhizothrix minuta är en kräftdjursart som först beskrevs av T. Scott 1903. Enligt Catalogue of Life ingår Rhizothrix minuta i släktet Rhizothrix och familjen Rhizothricidae, men enligt Dyntaxa är tillhörigheten istället släktet Rhizothrix och familjen Rhizothrichidae. Arten är reproducerande i Sverige. Inga underarter finns listade i Catalogue of Life.